# Europarlamentari pentru Germania 1999-2004

## B
- Rolf Berend (Partidul Popular European)
- Reimer Böge (Partidul Popular European)
- Christian Ulrik von Boetticher (Partidul Popular European)
- Hiltrud Breyer (Grupul Verzilor - Alianța Liberă Europeană)
- André Brie (European United Left/Nordic Green Left)
- Elmar Brok (Partidul Popular European)
- Hans Udo Bullmann (Partidul Socialiștilor Europeni)

## C
- Ozan Ceyhun (Partidul Socialiștilor Europeni)

## D
- Garrelt Duin (Partidul Socialiștilor Europeni)

## F
- Markus Ferber (Partidul Popular European)
- Christel Fiebiger (European United Left/Nordic Green Left)
- Karl-Heinz Florenz (Partidul Popular European)
- Ingo Friedrich (Partidul Popular European)

## G
- Michael Gahler (Partidul Popular European)
- Evelyne Gebhardt (Partidul Socialiștilor Europeni)
- Norbert Glante (Partidul Socialiștilor Europeni)
- Anne-Karin Glase (Partidul Popular European)
- Lutz Goepel (Partidul Popular European)
- Willi Görlach (Partidul Socialiștilor Europeni)
- Alfred Gomolka (Partidul Popular European)
- Friedrich-Wilhelm Graefe zu Baringdorf (Grupul Verzilor - Alianța Liberă Europeană)
- Lissy Gröner (Partidul Socialiștilor Europeni)

## H
- Klaus Hänsch (Partidul Socialiștilor Europeni)
- Jutta D. Haug (Partidul Socialiștilor Europeni)
- Ruth Hieronymi (Partidul Popular European)
- Magdalene Hoff (Partidul Socialiștilor Europeni)

## J
- Georg Jarzembowski (Partidul Popular European)
- Elisabeth Jeggle (Partidul Popular European)
- Karin Jöns (Partidul Socialiștilor Europeni)
- Karin Junker (Partidul Socialiștilor Europeni)
- Martin Kastler (Partidul Popular European)

## K
- Sylvia-Yvonne Kaufmann (European United Left/Nordic Green Left)
- Hedwig Keppelhoff-Wiechert (Partidul Popular European)
- Margot Kessler (Partidul Socialiștilor Europeni)
- Heinz Kindermann (Partidul Socialiștilor Europeni)
- Ewa Klamt (Partidul Popular European)
- Christa Klass (Partidul Popular European)
- Karsten Knolle (Partidul Popular European)
- Dieter-Lebrecht Koch (Partidul Popular European)
- Christoph Werner Konrad (Partidul Popular European)
- Constanze Angela Krehl (Partidul Socialiștilor Europeni)
- Wolfgang Kreissl-Dörfler (Partidul Socialiștilor Europeni)
- Wilfried Kuckelkorn (Partidul Socialiștilor Europeni)
- Helmut Kuhne (Partidul Socialiștilor Europeni)

## L
- Bernd Lange (Partidul Socialiștilor Europeni)
- Werner Langen (Partidul Popular European)
- Brigitte Langenhagen (Partidul Popular European)
- Armin Laschet (Partidul Popular European)
- Kurt Lechner (Partidul Popular European)
- Klaus-Heiner Lehne (Partidul Popular European)
- Jo Leinen (Partidul Socialiștilor Europeni)
- Peter Liese (Partidul Popular European)
- Rolf Linkohr (Partidul Socialiștilor Europeni)

## M
- Erika Mann (Partidul Socialiștilor Europeni)
- Thomas Mann (Partidul Popular European)
- Helmuth Markov (European United Left/Nordic Green Left)
- Hans-Peter Mayer (Partidul Popular European)
- Xaver Mayer (Partidul Popular European)
- Winfried Menrad (Partidul Popular European)
- Hans Modrow (European United Left/Nordic Green Left)
- Peter Michael Mombaur (Partidul Popular European)
- Rosemarie Müller (Partidul Socialiștilor Europeni)

## N
- Hartmut Nassauer (Partidul Popular European)
- Angelika Niebler (Partidul Popular European)

## P
- Doris Pack (Partidul Popular European)
- Wilhelm Ernst Piecyk (Partidul Socialiștilor Europeni)
- Hans-Gert Pöttering (Partidul Popular European)
- Bernd Posselt (Partidul Popular European)

## Q
- Godelieve Quisthoudt-Rowohl (Partidul Popular European)

## R
- Alexander Radwan (Partidul Popular European)
- Christa Randzio-Plath (Partidul Socialiștilor Europeni)
- Bernhard Rapkay (Partidul Socialiștilor Europeni)
- Dagmar Roth-Behrendt (Partidul Socialiștilor Europeni)
- Mechtild Rothe (Partidul Socialiștilor Europeni)
- Willi Rothley (Partidul Socialiștilor Europeni)
- Heide Rühle (Grupul Verzilor - Alianța Liberă Europeană)

## S
- Jannis Sakellariou (Partidul Socialiștilor Europeni)
- Ursula Schleicher (Partidul Popular European)
- Gerhard Schmid (Partidul Socialiștilor Europeni)
- Ingo Schmitt (Partidul Popular European)
- Horst Schnellhardt (Partidul Popular European)
- Ilka Schröder (European United Left/Nordic Green Left)
- Jürgen Schröder (Partidul Popular European)
- Elisabeth Schroedter (Grupul Verzilor - Alianța Liberă Europeană)
- Martin Schulz (Partidul Socialiștilor Europeni)
- Konrad K. Schwaiger (Partidul Popular European)
- Renate Sommer (Partidul Popular European)
- Gabriele Stauner (Partidul Popular European)
- Ulrich Stockmann (Partidul Socialiștilor Europeni)

## T
- Diemut R. Theato (Partidul Popular European)

## U
- Feleknas Uca (European United Left/Nordic Green Left)

## W
- Ralf Walter (Partidul Socialiștilor Europeni)
- Barbara Weiler (Partidul Socialiștilor Europeni)
- Brigitte Wenzel-Perillo (Partidul Popular European)
- Rainer Wieland (Partidul Popular European)
- Karl von Wogau (Partidul Popular European)
- Joachim Wuermeling (Partidul Popular European)

## Z
- Jürgen Zimmerling (Partidul Popular European)
- Sabine Zissener (Partidul Popular European)